# Форшоки
Форшоки (англ. foreshocks, нім. Vorbeben n) — слабкі підземні поштовхи, які іноді передують сильному землетрусу. Форшокова активність помічена приблизно в 40 % усіх середніх і в 70 % усіх великих (M>7.0) землетрусів. Вони відбуваються за хвилини, дні чи великі проміжки часу до основного поштовху. Наприклад, землетрус на Суматрі (2002) з M7.3 відбувся за 2 роки до землетрусу 2004 року з M9.1. Але деякі сильні землетруси (M> 8.0) показують повну відсутність форшокової активності, як, наприклад, Ассамський землетрус (1950) з M8.7. Вважається, що форшоки — частина процесу підготовки сильного землетрусу. Аналіз деяких форшоків показав, що, разом з афтершоками, вони — частина єдиного процесу розрядки в зоні розлому.
Разом з тим, хоча майже половині великих землетрусів передують форшоки, із загального числа землетрусів форшоки є лише для 5—10 % землетрусів. Це часто породжує хибні попередження.